# Frans Schwartz
Johan Georg Frans Schwartz (19. juli 1850 i København – 13. februar 1917 i Valby) var en dansk maler.
Frans Schwartz var søn af kunstdrejer Johan Adam Schwartz. Oprindelig var han bestemt til i sin tid at overtage sin fars virksomhed og han arbejdede efter sin konfirmation nogen tid ved drejebænken, men lysten og evnen til at tegne og male lagde sig dog snart så stærkt for dagen, at han fik lov til at søge uddannelse som kunstner, og i 1866 blev han elev på Kunstakademiet, som han gennemgik på omkring 6 år. Inden da havde han søgt undervisning hos C.V. Nielsen. I 1874 debuterede han på Charlottenborg med den store karton Job og hans Venner, der var lønnet med den mindre guldmedalje, og som vakte ikke ringe opmærksomhed ved sin storstilede komposition og udmærkede formgivning ikke mindre end ved klar og gribende skildring af situationen og figurerne. Året efter udstillede han sit første maleri, I Stuen hos en Syg, der navnlig virkede ved den dybe alvor og fremtrædende storsind, hvormed kunstneren sundt og jævnt havde fortalt om kærlighedsforholdet mellem den syge kvinde og hendes datter; prægtig var det formet, men i koloritten mindre vellykket. Langt højere nåede Schwartz i det større billede Syge og skrøbelige søge Helbredelse hos Jesus (udstillet 1876). Også her var der vel et og andet at anke over i farvegivningen, men kompositionen var prægtig og fuld af liv og alle skikkelser og ikke mindst kristusfiguren – vidnesbyrd om dyb psykologisk evne og inderlig følelse.
I 1878 foretog Schwartz sin første større rejse til udlandet, som han for øvrigt flere gange har gæstet uden nogen sinde at arbejde i noget fremmed atelier; blandt andet var han en tid i Spanien; samme år var hans Jacobs Død, der i koloristisk henseende hører til kunstnerens betydeligste frembringelser og også står højt ved sit følelsesindhold, udstillet. Mellem hans senere arbejder kunne, foruden nogle portrætter, hans store loftsmaleri på Frederiksborg, Frederik 3. som enevældig hersker, omgiven af repræsentanter for stænderne, og hans dekorative billeder i den soldenfeldtske stiftelse i København nævnes. Men for øvrigt har tallet på de malerier, han i de senere år har bragt frem for offentligheden, ikke været stort, dels vel fordi han har ofret en ikke ringe del af sin kraft på deltagelse i ledelsen af en skole for malere, dels på grund af hans meget stærkt udviklede selvkritik. Ikke blot som maler, men også som raderekunstner hører han til sin generations allermest fremragende mænd; men af de 90 for største delen udmærket skønne raderinger, han hidtil har udført, er kun et ringe antal kommet almenheden til gode.
Han er begravet på Assistens Kirkegård.

## Gengivelser af Schwartz
- Selvportrætter bl.a. på Frederiksborgmuseet og Statens Museum for Kunst (1880)
- Selvportrættegning fra ungdommen og raderet selvportræt 1876
- Maleri af Julius Paulsen (tidl. Johan Hansens samling)
- Tegning 1868
- Maleri af P.S. Krøyer 1869 (tidl Johan Hansens samling) og 1871 (Den Hirschsprungske Samling)
- Maleri af Valdemar Irminger 1869 og 1879
- Portrætteret på Julius Paulsens gruppebillede af fem personer (1902), på billedet fra sammes hjem 1903 og på en skitse med fem portrætter fra Concarneau 1879 af Krøyer (Skagens Museum)
- Radering af Julius Rosenbaum 1899 efter tegning af samme fra 1869
- Træsnit fra Carl Poulsen 1884